# 塞雷丁卡 (切爾尼希夫區)
51°14′36″N 31°12′15″E / 51.24333°N 31.20417°E
塞雷丁卡（烏克蘭語：Серединка），是烏克蘭北部切爾尼希夫州切爾尼希夫區奥利希夫卡市镇的村落。始建於1660年，面積4.31平方公里，海拔高度113米，2001年人口378，人口密度每平方公里87.7人。